# Cục Quản lý giá (Việt Nam)
Cục Quản lý giá là cơ quan trực thuộc Bộ Tài chính, giúp Bộ trưởng Bộ Tài chính thực hiện chức năng quản lý nhà nước về giá, thẩm định giá trong phạm vi cả nước theo quy định của pháp luật.
Cục Quản lý giá thành lập ngày 1 tháng 7 năm 2003, theo Nghị định số 77/2003/NĐ-CP ngày 1 tháng 7 năm 2003 của Chính phủ.
Chức năng, nhiệm vụ, quyền hạn và cơ cấu tổ chức của Cục Quản lý giá được quy định tại Quyết định số 2386/QĐ-BTC ngày 20 tháng 11 năm 2017 của Bộ trưởng Bộ Tài chính.

## Nhiệm vụ và quyền hạn
Theo Điều 2, Quyết định số 2386/QĐ-BTC ngày 20 tháng 11 năm 2017 của Bộ trưởng Bộ Tài chính, Cục Quản lý giá có các nhiệm vụ, quyền hạn chính:
- Trình Bộ trưởng Bộ Tài chính ban hành theo thẩm quyền hoặc trình cấp có thẩm quyền ban hành các loại văn bản thuộc phạm vi quản lý của Cục.
- Về bình ổn giá:

1. Quyết định danh mục hàng hóa, dịch vụ thực hiện bình ổn giá; chủ trương và các biện pháp bình ổn giá; hướng dẫn điều kiện thực hiện và tổ chức thực hiện các biện pháp bình ổn giá thuộc thẩm quyền của Bộ Tài chính.
2. Điều chỉnh danh mục hàng hóa, dịch vụ thực hiện bình ổn giá; danh mục mặt hàng được lập Quỹ bình ổn giá.
3. Hướng dẫn cơ chế hình thành, quản lý và sử dụng Quỹ bình ổn giá đối với hàng hóa, dịch vụ lập Quỹ bình ổn giá theo quy định của pháp luật.

- Về định giá: Đối với hàng hóa, dịch vụ:

1. Giá cụ thể đối với: Dịch vụ kiểm định phương tiện vận tải (bao gồm dịch vụ đăng kiểm thiết bị giao thông vận tải và các công trình khai thác, vận chuyển dầu khí biển).
2. Khung giá đối với: Nước sinh hoạt; dịch vụ kiểm nghiệp thuốc dùng cho động, thực vật; dịch vụ tiêm phòng, tiêu độc, khử trùng cho động vật, chuẩn đoán thú y.
3. Giá tối đa đối với: Sản phẩm dịch vụ công ích thủy lợi; dịch vụ kiểm dịch y tế, y tế dự phòng tại các cơ sở y tế công lập; giá mua tối đa sản phẩm, dịch vụ công ích, dịch vụ sự nghiệp công lập trong danh mục được cấp có thẩm quyền ban hành và đặt hàng, giao kế hoạch, giao nhiệm vụ theo quy định; hàng hóa dịch vụ được Thủ tướng Chính phủ đặt hàng, giao kế hoạch.
4. Giá mua tối đa, giá bán tối thiểu hàng dự trữ quốc gia (trừ hàng dự trữ trong lĩnh vực quốc phòng, an ninh); định mức chi phí nhập, chi phí xuất tại cửa kho dự trữ quốc gia và chi phí xuất tối đa ngoài cửa kho, chi phí bảo quản hàng dự trữ quốc gia; giá bán tối thiểu đối với sản phẩm thuốc lá điếu tiêu thụ trong nước.
5. Giá tối đa hoặc giá tối thiểu đối với giá cho thuê tài sản nhà nước là công trình kết cấu hạ tầng phục vụ lợi ích quốc gia, lợi ích công cộng.
6. Khung giá, giá tối đa hoặc giá cụ thể đối với dịch vụ trong lĩnh vực chứng khoán theo quy định của pháp luật về chứng khoán.

- Trình Bộ trưởng Bộ Tài chính hướng dẫn tổ chức hiệp thương giá. Tổ chức hiệp thương giá theo quy định của pháp luật.
- Chủ trì, phối hợp với Bộ, ngành liên quan trình Thủ tướng Chính phủ quyết định điều chỉnh danh mục hàng hóa, dịch vụ kê khai giá theo quy định của pháp luật; chủ trì, trình Bộ trưởng Bộ Tài chính thông báo danh sách tổ chức, cá nhân thực hiện kê khai giá ở trung ương; hướng dẫn kê khai giá thuộc thẩm quyền theo quy định của pháp luật; giám sát thực hiện kê khai giá.
- Xây dựng, ban hành báo cáo về tình hình giá cả thị trường, dự báo biến động của giá thị trường trong nước và quốc tế một số mặt hàng bình ổn giá theo quy định hoặc đột xuất theo yêu cầu của cấp có thẩm quyền.
- Phối hợp với cơ quan quản lý nhà nước có thẩm quyền trong quá trình điều tra các hành vi hạn chế cạnh tranh về giá; hành vi bán phá giá hàng hóa nhập khẩu vào Việt Nam theo quy định của pháp luật.
- Chỉ đạo, hướng dẫn, kiểm tra Sở Tài chính các tỉnh, thành phố thực hiện các chính sách, biện pháp về giá và các quyết định giá, các biện pháp bình ổn giá hàng hóa, dịch vụ thuộc thẩm quyền của Chính phủ, Thủ tướng Chính phủ, Bộ Tài chính; báo cáo giá thị trường các hàng hóa, dịch vụ chủ yếu; tổ chức điều tra các yếu tố hình thành giá, giá mua, giá bán, chi phí sản xuất các hàng hóa, dịch vụ quan trọng thuộc thẩm quyền định giá của địa phương, hàng hóa dịch vụ thuộc danh mục bình ổn giá.
- Chủ trì hoặc tham gia các Hội đồng liên quan đến nghiệp vụ thuộc lĩnh vực giá theo phân công của Bộ trưởng Bộ Tài chính; là thành viên của Hiệp hội Thẩm định giá thế giới và khu vực.
- Thực hiện các nhiệm vụ, quyền hạn khác do Bộ trưởng Bộ Tài chính giao.

## Lãnh đạo Cục[4]
- Cục trưởng: Nguyễn Minh Tiến
- Phó Cục trưởng:

1. Lưu Đức Minh
2. Phạm Văn Bình
3. Lê Thị Tuyết Nhung

## Cơ cấu tổ chức

### Các đơn vị giúp việc Cục trưởng
- Văn phòng Cục
- Phòng Chính sách Tổng hợp
- Phòng Quản lý thẩm định giá
- Phòng Giá hàng Công nghiệp tiêu dùng
- Phòng Giá hàng Nông lâm, thủy sản
- Phòng Giá hàng Tư liệu sản xuất

### Đơn vị sự nghiệp
- Trung tâm Dữ liệu quốc gia và Dịch vụ về giá